# Linepithema cerradense
Linepithema cerradense é uma espécie de formiga do gênero Linepithema.Descrita em 2007 por Wild,é endêmica da América do Sul.